# Bartolommeo Gamba

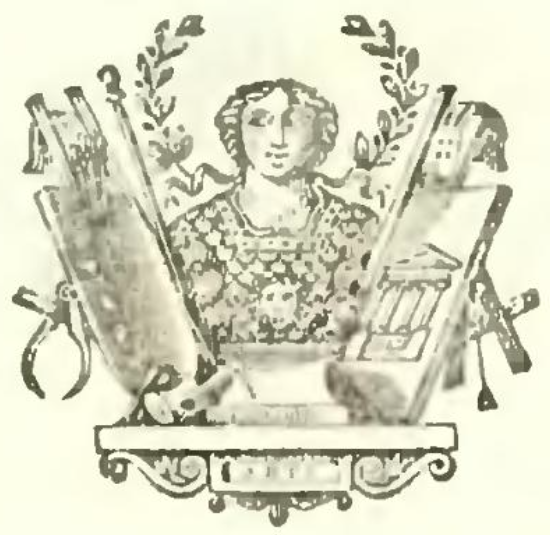
Icône de la page n° 3 du livre "Alcune Operette", de Bartolommeo Gamba

Bartolommeo Gamba est un bibliographe italien, né à Bassano en 1766 et mort à Venise en 1841.

## Biographie
Bibliothécaire de Saint-Marc à Venise, il est, pendant de longues années, employé chez l’éditeur Remondini, de Bassano ; puis, après la création du royaume d’Italie par Napoléon, il devient inspecteur de la presse dans le département de l'Adriatique et censeur royal.
Plus tard, il est nommé administrateur de la bibliothèque Marciana à Venise.

## Œuvres
On a de lui : 
- Serie dell'edizioni de' testi di lingua italiana (1805 et 1828, 2 vol.)
- Bassanesi illustri (1807)
- Galeria dei letterati ed artisti delle provincie veneziane nel secolo XVIIIe (1824)
- Vita di Dante (1826)
- Ritratti di donne illustri veneziane (1820)
- Delle novelle italiane in prosa, bibliografia (1833)